# Bolesław Gałek
Bolesław Gałek (ur. 23 października 1934 w Małkowie-Kolonii) – polski polityk, poseł na Sejm PRL VIII kadencji.

## Życiorys
Syn Jana i Anieli. Uzyskał wykształcenie podstawowe. W 1966 wstąpił do Polskiej Zjednoczonej Partii Robotniczej. Od 1968 do 1975 był członkiem Komitetu Powiatowego partii w Hrubieszowie, zasiadając w jego egzekutywie. W latach 1975–1978 i 1980–1989 był członkiem Komitetu Wojewódzkiego PZPR w Zamościu, od 1986 także członkiem jego egzekutywy. W latach 1980–1985 pełnił mandat posła na Sejm PRL VIII kadencji w okręgu Zamość. Zasiadał w Komisji Handlu Wewnętrznego, Drobnej Wytwórczości i Usług, Komisji Oświaty i Wychowania oraz w Komisji Rynku Wewnętrznego, Drobnej Wytwórczości i Usług.
Otrzymał Medal 30-lecia Polski Ludowej.